# Roma ore 11
Roma ore 11 è un film del 1952 diretto da Giuseppe De Santis.
Il film è tra le opere più rappresentative del neorealismo e si basa su un fatto di cronaca avvenuto a Roma nel 1951. Alla pellicola parteciparono anche tre ragazze coinvolte nella tragedia: Anna Maria Zijno, Maria Ammassari e Renata Ciaffi. Nello stesso anno il regista Augusto Genina realizzò un film intitolato Tre storie proibite, ispirato allo stesso incidente.

## Trama

Massimo Girotti nel ruolo di Nando

In seguito ad un annuncio di lavoro pubblicato su un giornale, duecento ragazze si presentano ad un indirizzo in via Savoia a Roma per ottenere un posto di lavoro di dattilografa presso lo studio di un ragioniere. In un'Italia esasperata dalla disoccupazione in genere, ma ancor più da una impossibilità per le donne di trovare lavoro, rispondono all'annuncio le più disparate giovani: nobili decadute, donne con il marito disoccupato, gestanti non sposate, prostitute che cercano di cambiar vita, figlie di coppie cui la pensione non basta per sopravvivere.
Accalcatesi sulle rampe delle scale dell'immobile, si scambiano impressioni e accennano alle loro vite, spesso fatte di miseria ed espedienti per campare. Un furibondo litigio per la priorità in fila trasforma l'attesa in tragedia: la ringhiera cede, distruggendo ad uno ad uno i gradini e facendo quindi precipitare le donne, alcune delle quali rimangono seriamente ferite; una delle ragazze più giovani, Cornelia Riva, morirà in seguito alle lesioni riportate.
Le ragazze ferite vengono portate in ospedale, dove realizzano un'amara scoperta: i medici pretendono il pagamento della retta giornaliera di 2300 Lire. Molte di loro sono costrette a ricoverarsi a casa perché impossibilitate a pagare.

## Produzione
Per la preparazione del film, De Santis dopo Caccia Tragica si trovò nuovamente a collaborare con Zavattini, questa volta sul progetto di un fatto di cronaca, che i giornali del tempo registravano con grande frequenza (crolli di soffitti, torpedoni di pellegrini usciti di strada, esplosioni di bombole di gas) ma che più degli altri doveva rivelare i segni non della fatalità, ma del malessere sociale e della disperazione del dopoguerra. Zavattini, che poi si defilò dal progetto anche se fu inserito nei titoli, aveva suggerito anche un esperimento: pubblicare un'offerta di impiego analoga a quella che aveva attirato le ragazze su quella scala, per poterne trarre degli spunti sugli ambienti e sulle motivazioni. De Santis preferì invece servirsi di un allora giovane giornalista, Elio Petri, per rintracciare e intervistare le ragazze coinvolte nel crollo. Le vicende scelte dall'inchiesta di Petri risultarono familiari alla vita comune degli spettatori: tentati suicidi, ex prostitute, donne nubili incinte, ragazze di buona famiglia innamorate di artisti poveri
Il film è ambientato a Roma in largo Circense 37, mentre in realtà il crollo avvenne in via Savoia 31, nel quartiere Salario, il 15 gennaio 1951. La piazzetta con il palazzo fu interamente ricostruita negli studi Titanus della Farnesina dal francese Léon Barsacq, celebre scenografo di Renoir e Clair.
La colonna sonora, di carattere quasi sperimentale, comprende anche brani eseguiti con il Theremin. Per l'occasione, Nascimbene compose il Concerto per quattro macchine da scrivere e orchestra.

## Distribuzione
Ottenuto il nulla osta per la proiezione in pubblico (Visto n° 11419) il 18/02/1952, il film fu distribuito nelle sale italiane a partire dal 1º marzo 1952. Destinato a una larga platea di spettatori (anche per la produzione dell’americano Paul Graetz, con un largo dispiego di mezzi e con la Titanus come produttrice associata), il film fu tuttavia oggetto di un boicottaggio, verosimilmente perché toccava argomenti tabù quali la disoccupazione e la miseria.
(Giuseppe De Santis, 1979, riportato in CineCritica, anno II nº 7, luglio-settembre 1997, p.12)
Pur essendo concordemente elogiato dai critici di qualsiasi orientamento politico, il film non fu selezionato per il Festival di Cannes. Una lettera di protesta, datata 7 aprile 1952, di Carlo Zaghi, allora direttore del «Giornale», prendeva posizione contro il divieto della Direzione Cinematografica di presentare il film al Festival di Cannes:
«All’estero si deve credere che l’Italia è un paradiso, che tutti sono felici ed osannati sotto le materne ali della Chiesa e della democrazia cristiana, che la miseria e la disoccupazione sono state vinte e tutti i problemi risolti».

## Riconoscimenti
- 1952 – Nastro d'argento
  - Migliore colonna sonora